# Lípa ve Staré Huti
Lípa ve Staré Huti je památný strom ve vsi Stará Huť jižně od Blovic. Přibližně třistaletá lípa velkolistá (Tilia platyphyllos) roste na dvoře bývalého mlýna čp. 1, který ještě dříve býval hutí. Obvod kmene stromu měří 524 cm a výška dosahuje 23 m (měření 1975). Chráněna je od roku 1976 pro svůj vzrůst a estetickou hodnotu.